# Buzandaran Patmutiwnk
Buzandaran Patmut’iwnk’, die so genannten „Epischen Geschichten“ (armenisch Բուզանդարան Պատմութիւնք, Busandaran Patmutiunk, en: „Epic Histories“) sind eine Chronik von Großarmenien im 4. Jahrhundert. Das Werk entstand vermutlich in den 470ern. Der Verfasser des Werkes ist unbekannt. Bis vor kurzem wurde angenommen, dass ein Faustus von Byzanz das Werk verfasste, aber dessen Existenz ist mittlerweile umstritten. Die Byzantinistin und Armenistin Nina Garsoïan vermutet, dass der Verfasser ein anonymer Kleriker war, der mit dem Adel verbunden war und einige Erfahrung im Predigen hatte. Das Buch beginnt mit dem Tod von Gregor dem Erleuchter 331 und endet mit dem Frieden von Acilisene (Հայաստանի առաջին բաժանում, Aufteilung von Armenia) zwischen dem Sassanidenreich und dem Oströmischen Reich 387.
Zusammen mit der Geschichte Armeniens (Պատմություն Հայոց, Patmutʻyun Hayots) von Movses Khorenatsi († 490s) ist das Buzandaran Patmut’iwnk‘ eine der wichtigsten Quellen in Armenisch über parthische und sasanidische Geschichte. Es wurde von Garsoïan und James R. Russell besonders für die zahlreichen Ausführungen über Traditionen der iranischen Völker, speziell der Parther, geschätzt.